# Elatostema benguetense
Elatostema benguetense är en nässelväxtart som beskrevs av Charles Budd Robinson. Elatostema benguetense ingår i släktet Elatostema och familjen nässelväxter. Inga underarter finns listade i Catalogue of Life.